# Podravina

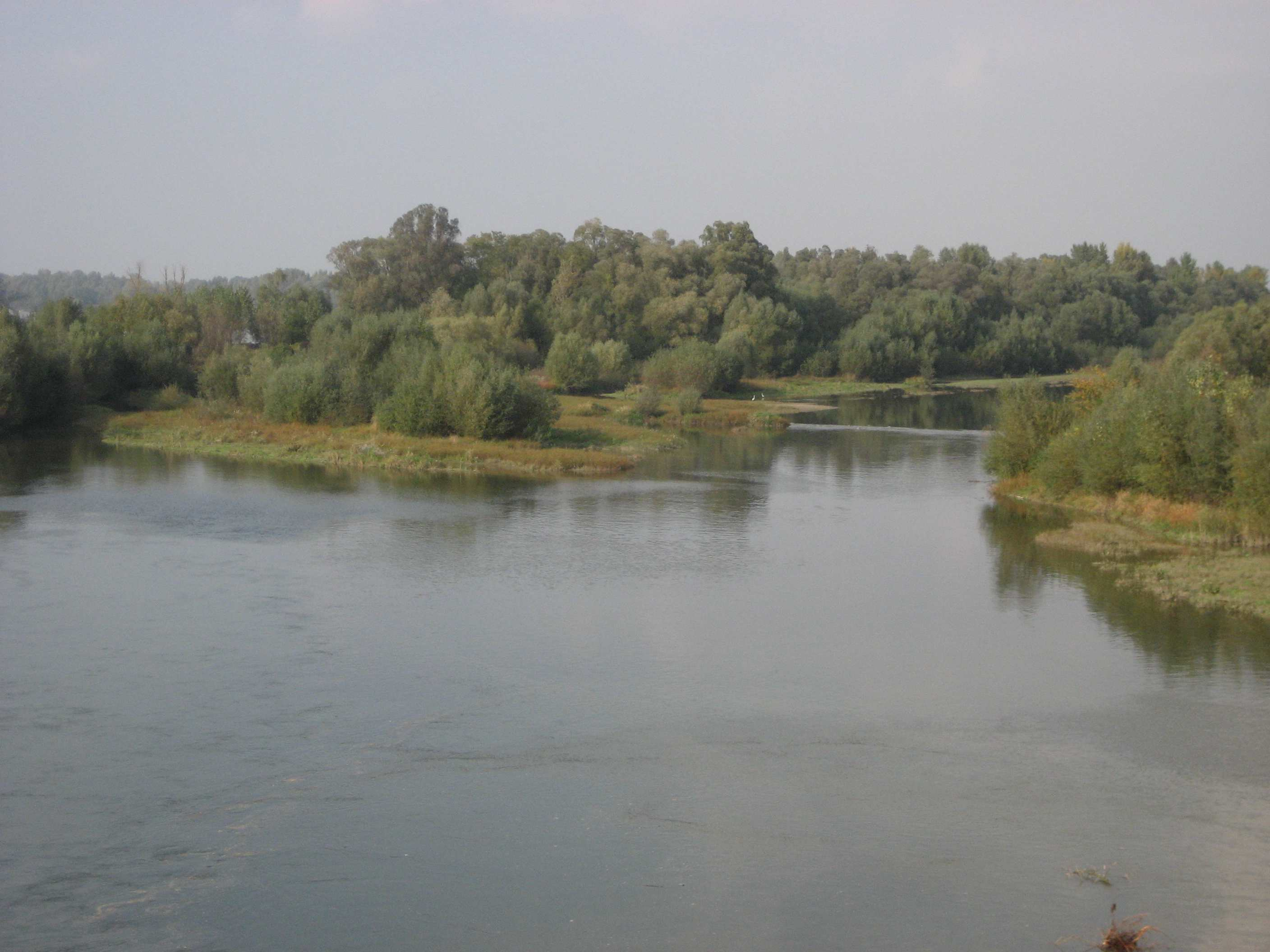
A Dráva Szentgyörgyvár közelében

A Podravina (magyarul: Drávamellék) Horvátország egyik tájegysége, mely a Dráva folyó mentén, a Dráva jobb partján húzódik. A Dráva-sík horvátországi része.

## Leírása
A Podravina, a Dráva folyó mentén, északnyugat-délkeleti irányban húzódó síkság, mely a folyó, valamint a Macelj, a Toplička gora, a Kemléki-hegység, a Bilo-hegység, a Papuk és a Krndija északi lejtői között 10-20 km szélességben fekszik. Területe megközelítőleg 3400 km². Délkeleten a Kelethorvátországi-síkság egy részét (a Szlavón Dráva-síkságot Szalatnokkal és az Eszéki Dráva-síkságot) is magában foglalja.
Hullámzó harmadkori dombokból, valamint pliocénkori kavicsból és hordalékos anyagból álló síkságokból tevődik össze. Középső részén homokos hordalékrétegek találhatók (Drávamenti-sivatag). A tájegységet a Dráva mellékfolyóinak (Bistra, Ođenica, Breznica, Čađavica, Voćinska rijeka, Karašica, Vučica) sűrű hálózata szeldesi át. A természetes erdőtakaró (kocsányos tölgy, gyertyán) elnyomja a szántóterületet. 
Főbb gazdasági ágak a mezőgazdaság (gabonafélék, ipari és gyógynövények), az állattenyésztés és a haltenyésztés. Az ipar (élelmiszeripar, textilipar, gyógyszeripar, fa, építőipar) nagyobb központokra koncentrálódik. A földgázlelőhelyek Molna, Stari Gradac és Kalinóc a horvát termelés mintegy 70% -át adják, az olajlelőhelyek (Beničanci, Décseszentpál stb.) a szlavóniai részen találhatók. Közúton a drávamenti főút (Podravska magistrala), vasúton a Varasd - Eszék vasútvonal köti össze a főbb településeket. Legsűrűbben lakott része északnyugaton, Varasd környékén található. Főbb települések: Varasd (38746 lakos, 2011), Kapronca (23896), Csáktornya (15185), Verőce (14663), Szalatnok (10152), Szentgyörgyvár (6378) és Pitomacsa (5651).

## Története
Ezen a területen az ókorban alakultak ki az első települések, amelyek közül a legfontosabb az Iovia-Botivo volt (a mai Ludbreg helyén). Ezek a Poetovio (Ptuj) – Mursa (Eszék) kereskedelmi és hadiút mentén helyezkedtek el, amely a Drávától délre fekvő ártér peremén haladt végig. A Podravina kultúrtörténeti meghatározás a késő középkorban keletkezett, korábban mai Podravina területének régebbi, ma teljesen elfeledett regionális neve Kamarcsa (horvátul Komarnica) volt. A 14. század közepéig azon a területen, amelyen később Kőrös vármegye létrejött Kamarcsa megye feküdt. A kamarcsai főesperesség, amely a zágrábi egyházmegye része volt, ennél még is sokkal tovább létezett. A 16. században a Podravina a kőrösi és a szentgyörgyi kapitányságokat, részben pedig Kőrös megye drávamenti területeit foglalta magában. A fő központok így Kapronca, Szentgyörgyvár, valamint Ludbreg városai lettek. A Dráva folyó mederváltozása következtében 1710-ben Légrádot mint fontos kereskedelmi központot a Muraközről leválasztották és a Podravinához csatolták, de nem vált a Podravina negyedik központjává. A 17. században a Podravina szinte teljes egészében az Oszmán Birodalom határvidéke lett, mivel a török által meghódított területek magukban foglalták Verőce környékét, Pozsegát, valamint a Dráva folyótól északra fekvő területeket (Nagykanizsa környékét) a Kanizsai szandzsákkal. 
A karlócai béke 1699-es aláírásával a Podravina megszűnt határvidék lenni. A 18. század közepén Kaproncát leválasztották a szlavóniai katonai kerületről és a varasdi ezredhez csatolták, míg a fennmaradó katonai határterületen létrehozták a szentgyörgyvári ezredet. A katonai igazgatás 1871-es megszüntetéséig a Podravina kettős kulturális, gazdasági és társadalmi felosztása megmaradt. 1871 után a polgári horvát közigazgatásban a bán irányítása alatt a Podravina Belovár-Kőrös és Varasd vármegyék részeként tovább fejlődött. A 19. és 20. század fordulóján a terület gazdasági fejlődésének alapja a kézművesség és a mezőgazdasági termelés volt. 1918-ban területe az új Szerb-Horvát-Szlovén Királyság, majd 1929-től Jugoszlávia része lett. A Független Horvát Állam (1941) kikiáltásával Kapronca közelében hozták létre a Danica koncentrációs tábort. Az új közigazgatási beosztásban a Podravina a Bilogora és Zagorje nagymegye igazgatása alá került. 1942 elején létrehozták az első partizán egységeket, így a következő években Podravina az ellenállási mozgalom jelentős központjává vált. A térséget 1945-ben szabadították fel a német megszállás alól.